# Pieter Leon van Meeuwen
Jonkheer Pieter Leon van Meeuwen ('s-Hertogenbosch, 16 augustus 1870 - Den Haag, 6 juli 1921) was een Nederlands jurist en president van de rechtbank te Den Haag.

## Familie
Van Meeuwen, lid van de familie Van Meeuwen, groeide op in 's-Hertogenbosch als zoon van jhr. Pieter Maria Frans van Meeuwen en Elisabeth Julienne Magnée. Hij was getrouwd met Maria Francisca van Lanschot.

## Loopbaan
Van Meeuwen studeerde rechten aan de Universiteit Leiden. Hij was van 1896 tot en met 1902 advocaat in 's-Hertogenbosch en van 1902-1904 was hij ambtenaar van het Openbaar Ministerie in 's-Hertogenbosch. Hij was rechter in Almelo (1904-1907) en Den Haag (1907-1914). In 1914 werd hij vicepresident van de rechtbank in Den Haag. Op 23 november 1918 werd hij benoemd tot raadsheer in de Hoge Raad der Nederlanden wat hij tot zijn overlijden zou blijven.